# Bregano
Bregano is een plaats en voormalige gemeente in de Italiaanse provincie Varese (regio Lombardije) en telt 750 inwoners (31-12-2004). De oppervlakte bedraagt 2,3 km², de bevolkingsdichtheid is 363 inwoners per km².

## Demografie
Bregano telt ongeveer 300 huishoudens. Het aantal inwoners steeg in de periode 1991-2001 met 11,3% volgens cijfers uit de tienjaarlijkse volkstellingen van ISTAT.
| Jaar | Inwoneraantal |
| ---- | ------------- |
| 1991 | 652           |
| 2001 | 726           |

## Geografie
Bregano grenst aan de volgende gemeenten: Bardello, Biandronno, Malgesso, Travedona-Monate.